# The Perils of Pauline (1967)
The Perils of Pauline is een Amerikaanse komische film uit 1967, geregisseerd door Herbert B. Leonard en Joshua Shelley. De film is een nieuwe versie van de gelijknamige filmreeks uit 1914, maar was lang niet zo succesvol als die filmreeks.

## Verhaal
Bij aanvang van de film is te zien hoe Pauline als baby wordt achtergelaten bij een weeshuis. Wanneer ze volwassen is, gaat ze rond de wereld reizen. Ze belandt hierbij van de ene gevaarlijke of vreemde situatie in de andere. Zo wordt ze de mentor van een 12-jarige Indische prins, komt vast te zitten in een blok ijs, reist door de jungle alwaar ze de aandacht trekt van een gorilla, en trouwt bijna.

## Rolverdeling
| Acteur                | Personage       |
| --------------------- | --------------- |
| Pamela Austin         | Pauline         |
| Pat Boone             | George          |
| Terry-Thomas          | Sten Martin     |
| Edward Everett Horton | Caspar Coleman  |
| Hamilton Camp         | Thorpe          |
| Doris Packer          | Mrs. Carruthers |

## Achtergrond
Oorspronkelijk was het de bedoeling om een televisieserie over Pauline te maken. Deze serie was vooral geïnspireerd door de televisieserie Batman. Er werden drie afleveringen opgenomen, maar de producers slaagden er niet in een sponsor te vinden om de serie voort te zetten. Daarom werd besloten de drie reeds gemaakte afleveringen te combineren tot een film.